# Обрушение пешеходного моста в Морви
Обрушение пешеходного моста в Морви на реке Мачху в западном индийском штате Гуджарат произошло 30 октября 2022 года. В момент обрушения на мосту было порядка 500 человек. По предварительным данным, более 135 человек погибли. Десятки человек получили тяжёлые ранения, некоторые числятся пропавшими без вести.

## Предыстория
Пешеходный мост длиной 230 метров был построен 143 года назад во время британского правления в Индии. В течение последних нескольких лет (по другим данным, в течение шести месяцев) мост был закрыт на реконструкцию. Он открылся только за 1—4 дня до обрушения.

## Причины
Представитель операторов Oreva Group сообщил газете Indian Express, что слишком много людей находились в средней части моста, «пытаясь раскачать его».